# Pou (Arbeca)
El Pou és una obra del municipi d'Arbeca (Garrigues) inclosa en l'Inventari del Patrimoni Arquitectònic de Catalunya.

## Descripció
Són les restes d'un pou que conserva, encara dempeus, tres pedres rectangulars de grans dimensions. Dues de les pedres estan col·locades en sentit vertical i l'altre, en horitzontal, a manera de llinda i muntants d'una portada.
Hi ha també unes grans lloses tapant el forat del pou i una altra pedra que fa de recipient i canalització de l'aigua. Als anys noranta del segle XX aquesta estructura era imperceptible, ja que una gran figuera n'amagava la totalitat del pou.

## Història
Els Vilars era el jaciment arqueològic més important del terme d'Arbeca. Ara resta pràcticament destruït, només se'n conserva aquest pou. També s'hi ha trobat ceràmica ibèrica i preromana -molta decorada-, molins petits pel gra i altres restes que, degut a les successives llaurades dels camps, s'han destrossat.